# سفيتوسلاف جورجييف
سفيتوسلاف جورجييف هو لاعب كرة قدم بلغاري في مركز الدفاع، ولد في 12 أبريل 1977 في بلاغويفغراد في بلغاريا. لعب مع سسكا صوفيا وفيهرين ساندانسكي ونادي تشيرنو مور فارنا.